# Beautiful Trauma
Beautiful Trauma là album phòng thu thứ bảy của nữ ca sĩ người Mỹ, Pink. Album được phát hành ngày 13 tháng 10 năm 2017 thông qua RCA Records. Đĩa đơn mở đường cho album, "What About Us" đã được phát hành vào ngày 10 tháng 8 năm 2017.
Theo Liên đoàn Công nghiệp ghi âm quốc tế (IFPI), đây là album bán chạy thứ ba toàn cầu năm 2017 với hơn 1,8 triệu bản bán ra.

## Bối cảnh
Sau khi chuyến lưu diễn rất thành công The Truth About Love Tour (2013) kết thúc và album rose ave. hợp tác với ca sĩ/nhạc sĩ người Canada Dallas Green được phát hành dưới nghệ danh You+Me, Pink quyết định có một thời gian nghỉ ngơi. Tuy nhiên, trong thời gian này, Pink đã phát hành một số bài hát, bao gồm "Today's the Day" vào ngày 10 tháng 9 năm 2015 như là bài hát chủ đề cho mùa thứ 13 của chương trình truyền hình The Ellen DeGeneres Show và "Just Like Fire" vào ngày 15 tháng 4 năm 2016 như là một ca khúc cho phim Alice ở xứ sở trong gương.
Vào tháng 6 năm 2017, Pink xác nhận rằng cô đang làm việc cho album phòng thu tiếp theo của mình. Vào ngày 21 tháng 7 năm 2017, Pink chia sẻ 1 video từ một dự án sắp tới của mình, với tựa đề: "Video #new #fyeah #itsallhappening". Ngày hôm sau, cô chia sẻ ảnh bìa cho đĩa đơn mở đường của album trên mạng xã hội của mình, cho thấy tựa đề của đĩa đơn là What About Us và ngày phát hành. Vào ngày 9 tháng 8 năm 2017, sau khi Pink biểu diễn tại Lễ hội Sziget, cô thông báo rằng album phòng thu thứ bảy của cô sẽ có tên là Beautiful Trauma và sau đó tiết lộ ảnh bìa của album.

## Phát hành và quảng bá
Vào ngày 4 tháng 10 năm 2017, Pink thông báo rằng cô sẽ phát hành 1 bộ phim tài liệu trên hệ thống Apple Music nói về quá trình thực hiện album phòng thu thứ bảy sắp phát hành, Beautiful Trauma. Ngày hôm sau, Pink thông báo rằng mình sẽ có chuyến lưu diễn vòng quanh Bắc Mỹ. Vào ngày 9 tháng 10 năm 2017, Pink cũng thông báo rằng cô sẽ có chuyến lưu diễn tại Châu Đại Dương. Chuyến lưu diễn này mang tên Beautiful Trauma World Tour. 4 ngày sau đó, album chính thức được phát hành dưới dạng đĩa CD, tải nhạc kỹ thuật số và streaming.
Vào ngày 8 tháng 11 năm 2017, Pink biểu diễn bài hát "Barbies" nằm trong album tại Lễ trao giải CMA lần thứ 51. Vào ngày 28 tháng 1 năm 2018, Pink biểu diễn "Wild Hearts Can't Be Broken" tại Lễ trao giải Grammy lần thứ 60.

### Đĩa đơn
"What About Us" được chọn làm đĩa đơn mở đường cho album, được phát hành vào ngày 10 tháng 8 năm 2017, vươn đến vị trí quán quân tại Úc. Được miêu tả là một bài hát nhạc dance, nó đã nhận được nhiều phản hồi tích cực từ các nhà phê bình, họ cho rằng chủ đề về chính trị là một điểm nhấn của bài hát. Pink biểu diễn bài hát tại Lễ trao giải Video âm nhạc của MTV năm 2017 vào ngày 27 tháng 8, như là một phần trong liên khúc các bài hit lớn nhất của cô. Vào ngày 6 tháng 9, Pink biểu diễn bài hát trên chương trình The Ellen DeGeneres Show.
Vào tháng 10 năm 2017, "Revenge", bài hát hợp tác với Eminem, được thông báo là đĩa đơn thứ hai từ album. Tuy nhiên, thay vào đó, bài hát cùng tên với album đã được gửi đến đài phát thanh BBC Radio 1 vào ngày 10 tháng 11 năm 2017 như là đĩa đơn thứ hai từ album. Pink biểu diễn bài hát tại Giải thưởng Âm nhạc Mỹ năm 2017 vào ngày 19 tháng 11. Vào ngày 4 tháng 6 năm 2018, "Whatever You Want" được gửi đến các đài phát thanh hot adult contemporary như là đĩa đơn thứ ba từ album. "Secrets" được phát hành dưới dạng đĩa đơn thứ tư từ album vào ngày 2 tháng 8 năm 2018.

### Đĩa đơn quảng bá
Trước khi được phát hành làm đĩa đơn chính thức, "Beautiful Trauma" đã được phát hành như là một đĩa đơn quảng bá vào ngày 28 tháng 9 năm 2017. Theo sau đó là đĩa đơn quảng bá thứ hai, "Whatever You Want", phát hành vào ngày 5 tháng 10 năm 2017.

## Đánh giá
| Đánh giá chuyên môn  | Đánh giá chuyên môn |
| Điểm trung bình      | Điểm trung bình     |
| Nguồn                | Đánh giá            |
| -------------------- | ------------------- |
| AnyDecentMusic?      | 5.7/10              |
| Metacritic           | 62/100              |
| Nguồn đánh giá       |                     |
| Nguồn                | Đánh giá            |
| AllMusic             | [ 3 ]               |
| Entertainment Weekly | A-                  |
| Idolator             | [ 5 ]               |
| The Guardian         | [ 6 ]               |
| Rolling Stone        | [ 7 ]               |
| Slant Magazine       | [ 8 ]               |
| USA Today            | [ 9 ]               |

### Danh sách cuối năm
| Tổ chức đánh giá | Danh sách                      | Thứ hạng | Dẫn chứng |
| ---------------- | ------------------------------ | -------- | --------- |
| People           | 10 album tốt nhất năm 2017     | 8        | [ 10 ]    |
| Rolling Stone    | 20 album Pop tốt nhất năm 2017 | 20       | [ 11 ]    |
| Billboard        | 50 album tốt nhất năm 2017     | 30       | [ 12 ]    |

## Diễn biến trên các bảng xếp hạng
Ở Hoa Kỳ, Beautiful Trauma ra mắt ở vị trí quán quân trên bảng xếp hạng Billboard 200 với 408.000 bản bán ra (bao gồm 384.000 bản thuần). Nó trở thành album thứ hai của Pink đứng đầu bảng xếp hạng này sau The Truth About Love (2012). Nó là album bán chạy nhất trong tuần đầu của một nghệ sĩ nữ kể từ album Lemonade của Beyoncé, nhưng sau đó bị vượt mặt bởi Reputation (album của Taylor Swift) với 1.2 triệu bản bán ra trong tuần đầu. Sau khi bán được 628.000 bản tại Hoa Kỳ trong năm 2017, Beautiful Trauma trở thành album bán chạy thứ bảy tại quốc gia này. Từ vị trí 83 của tuần trước đó, album nhảy lên vị trí thứ 2 trên bảng xếp hạng Billboard 200 ngày 26 tháng 5 năm 2018, bán được 137.000 bản (135.000 bản thuần) nhờ vào việc tặng kèm album khi mua vé xem chuyến lưu diễn sắp tới của cô. Tại Vương quốc Anh, album hạ cánh tại vị trí đầu bảng xếp hạng UK Albums Chart, với 70.074 bản bán ra (64.555 bản thuần), trở thành album thứ hai của Pink đứng đầu bảng xếp hạng này sau Funhouse (2018). Nó cũng đứng đầu bảng xếp hạng Canadian Albums Chart tại Canada, cũng là album thứ hai của Pink làm được điều này sau The Truth About Love. Tại Úc, album bán được hơn 50.000 bản trong 3 ngày và sau đó tăng lên 78.040 bản trong tuần đầu phát hành, đứng đầu bảng xếp hạng ARIA Albums Chart, đây là album thứ năm của Pink ra mắt ở vị trí quán quân trên bảng xếp hạng này.

## Danh sách bài hát
Danh sách lấy từ trang Amazon.com và iTunes Store.
| STT              | Nhan đề                        | Sáng tác                                                         | Sản xuất                | Thời lượng |
| ---------------- | ------------------------------ | ---------------------------------------------------------------- | ----------------------- | ---------- |
| 1.               | "Beautiful Trauma"             | Alecia Moore Jack Antonoff                                       | Antonoff                | 4:10       |
| 2.               | "Revenge" (hợp tác với Eminem) | Moore Marshall Mathers Max Martin Shellback                      | Martin Shellback        | 3:46       |
| 3.               | "Whatever You Want"            | Moore Martin Shellback                                           | Martin Shellback        | 4:02       |
| 4.               | "What About Us"                | Moore Johnny McDaid Steve McCutcheon                             | Steve Mac               | 4:29       |
| 5.               | "But We Lost It"               | Moore Greg Kurstin                                               | Kurstin                 | 3:27       |
| 6.               | "Barbies"                      | Moore Julia Michaels Ross Golan Jakob Jerlström Ludvig Söderberg | The Struts Golan [a]    | 3:43       |
| 7.               | "Where We Go"                  | Moore Kurstin                                                    | Kurstin                 | 4:27       |
| 8.               | "For Now"                      | Moore Michaels Mattias Larsson Robin Fredriksson Martin          | Mattman & Robin         | 3:36       |
| 9.               | "Secrets"                      | Moore Martin Shellback Oscar Holter                              | Martin Shellback Holter | 3:30       |
| 10.              | "Better Life"                  | Moore Antonoff Sam Dew                                           | Antonoff                | 3:20       |
| 11.              | "I Am Here"                    | Moore Billy Mann Christian Medice                                | Mann Medice             | 4:06       |
| 12.              | "Wild Hearts Can't Be Broken"  | Moore Michael Busbee                                             | busbee                  | 3:21       |
| 13.              | "You Get My Love"              | Moore Tobias Jesso Jr.                                           | Jesso Jr. Pink Golan    | 5:11       |
| Tổng thời lượng: | Tổng thời lượng:               | Tổng thời lượng:                                                 | Tổng thời lượng:        | 51:08      |

| Beautiful Trauma – Các bài bổ sung thêm ở phiên bản Nhật Bản | Beautiful Trauma – Các bài bổ sung thêm ở phiên bản Nhật Bản | Beautiful Trauma – Các bài bổ sung thêm ở phiên bản Nhật Bản |
| STT                                                          | Nhan đề                                                      | Thời lượng                                                   |
| ------------------------------------------------------------ | ------------------------------------------------------------ | ------------------------------------------------------------ |
| 14.                                                          | "White Rabbit"                                               | 2:43                                                         |
| Tổng thời lượng:                                             | Tổng thời lượng:                                             | 53:51                                                        |

Ghi chú
- ^[a]  chú thích đây là nhà sản xuất và biên tập giọng hát (vocal producer)

## Xếp hạng
| Bảng xếp hạng (2017)                     | Vị trí cao nhất |
| ---------------------------------------- | --------------- |
| Album Úc (ARIA)                          | 1               |
| Album Áo (Ö3 Austria)                    | 1               |
| Album Bỉ (Ultratop Vlaanderen)           | 1               |
| Album Bỉ (Ultratop Wallonie)             | 2               |
| Canadian Albums (Billboard)              | 1               |
| Album Quốc tế Croatia (HDU)              | 6               |
| Album Cộng hòa Séc (ČNS IFPI)            | 1               |
| Album Đan Mạch (Hitlisten)               | 5               |
| Album Hà Lan (Album Top 100)             | 1               |
| Album Phần Lan (Suomen virallinen lista) | 4               |
| Album Pháp (SNEP)                        | 1               |
| Album Đức (Offizielle Top 100)           | 2               |
| Album Hungaria (MAHASZ)                  | 4               |
| Album Ireland (IRMA)                     | 1               |
| Italian Albums (FIMI)                    | 5               |
| Japanese Albums (Oricon)                 | 28              |
| New Zealand Albums (RMNZ)                | 1               |
| Album Na Uy (VG-lista)                   | 2               |
| Album Ba Lan (ZPAV)                      | 6               |
| Album Bồ Đào Nha (AFP)                   | 5               |
| Album Scotland (OCC)                     | 1               |
| Album Hàn Quốc Quốc tế (Circle)          | 7               |
| Tây Ban Nha (PROMUSICAE)                 | 4               |
| Thụy Điển (Sverigetopplistan)            | 4               |
| Album Thụy Sĩ (Schweizer Hitparade)      | 1               |
| Album Anh Quốc (OCC)                     | 1               |
| Hoa Kỳ Billboard 200                     | 1               |

| Bảng xếp hạng (2017)          | Vị trí |
| ----------------------------- | ------ |
| Úc (ARIA)                     | 2      |
| Áo Albums (Ö3 Austria)        | 28     |
| Bỉ (Ultratop Flanders)        | 27     |
| Bỉ (Ultratop Wallonia)        | 63     |
| Canada (Billboard)            | 15     |
| Hà Lan (MegaCharts)           | 33     |
| Đức (Offizielle Top 100)      | 18     |
| Hungary (MAHASZ)              | 56     |
| New Zealand (RMNZ)            | 3      |
| Thụy Sĩ (Schweizer Hitparade) | 18     |
| Vương quốc Anh (OCC)          | 5      |
| Hoa Kỳ Billboard 200          | 46     |

1. ↑  "Reviews and Tracks for Beautiful Trauma by P!nk". AnyDecentMusic?. Truy cập ngày 28 tháng 11 năm 2017.
2. ↑  "Reviews and Tracks for Beautiful Trauma by P!nk". Metacritic. Truy cập ngày 27 tháng 12 năm 2017.
3. ↑  "Beautiful Trauma – P!nk – Songs, Reviews, Credits – AllMusic". AllMusic.
4. ↑  "Pink leaves other pop stars in the dust on 'Beautiful Trauma': EW review". ew.com. ngày 13 tháng 10 năm 2017.
5. ↑  Nied, Mike (ngày 13 tháng 10 năm 2017). "Pink's 'Beautiful Trauma:' Album Review". Idolator. Bản gốc lưu trữ ngày 19 tháng 10 năm 2019. Truy cập ngày 13 tháng 10 năm 2017.
6. ↑  Cragg, Michael (ngày 15 tháng 10 năm 2017). "Pink: Beautiful Trauma review – sound familiar?" – qua www.theguardian.com.
7. ↑  "Review: Pink Keeps Energy High, Vitriol Catchy on 'Beautiful Trauma'". Rolling Stone. Bản gốc lưu trữ ngày 7 tháng 5 năm 2018. Truy cập ngày 31 tháng 7 năm 2018.
8. ↑  "Slant review".
9. ↑  Ryan, Patrick. "Review: Pink channels 'Beautiful Trauma' into candid, mature new album". USA Today.
10. ↑  Nelson, Jeff (ngày 8 tháng 12 năm 2017). "People: 10 Best Albums of 2017". People. Truy cập ngày 12 tháng 12 năm 2017.
11. ↑  Spanos, Brittany; Vozick-Levinson, Simon; Johnston, Maura; Levy, Joe; Hermes, Will; Sheffield, Rob. "20 Best Pop Albums of 2017". Rolling Stone. Bản gốc lưu trữ ngày 13 tháng 12 năm 2017. Truy cập ngày 12 tháng 12 năm 2017.
12. ↑  "Billboard's 50 Best Albums of 2017: Critics' Picks". Billboard. Truy cập ngày 13 tháng 12 năm 2017.
13. ↑  Various citations concerning the ngày 13 tháng 10 năm 2017, release of Beautiful Trauma:
  - "P!nk – Beautiful Trauma – Amazon.com Music". United States: Amazon.com. ASIN B074JNTRTG. Truy cập ngày 10 tháng 10 năm 2017.
  - "Beautiful Trauma (Explicit) by P!nk on Apple Music". iTunes Store. United States. Truy cập ngày 10 tháng 10 năm 2017.
  - "Beautiful Trauma (Clean) by P!nk on Apple Music". iTunes Store. United States. Truy cập ngày 10 tháng 10 năm 2017.
14. ↑  "【CD】ビューティフル・トラウマ＜初回限定仕様＞Album". Tower Records Japan. Japan. Truy cập ngày 14 tháng 10 năm 2017.
15. ↑  "Australiancharts.com – P!nk – Beautiful Trauma" (bằng tiếng Anh). Hung Medien.  Truy cập ngày 11 tháng 11 năm 2017.
16. ↑  "Austriancharts.at – P!nk – Beautiful Trauma" (bằng tiếng Đức). Hung Medien.  Truy cập ngày 25 tháng 10 năm 2017.
17. ↑  "Ultratop.be – P!nk – Beautiful Trauma" (bằng tiếng Hà Lan). Hung Medien.  Truy cập ngày 20 tháng 10 năm 2017.
18. ↑  "Ultratop.be – P!nk – Beautiful Trauma" (bằng tiếng Pháp). Hung Medien.  Truy cập ngày 20 tháng 10 năm 2017.
19. ↑  "P!nk and The Hip Dominate The Albums Sales Chart This Week". FYIMusicNews. Bản gốc lưu trữ ngày 23 tháng 10 năm 2017. Truy cập ngày 24 tháng 10 năm 2017.
20. ↑  "Top Stranih [Top Foreign]" (bằng tiếng Croatia). Top Foreign Albums. Hrvatska diskografska udruga.  Truy cập ngày 14 tháng 12 năm 2017.
21. ↑  "Czech Albums – Top 100" (bằng tiếng Séc). ČNS IFPI. Truy cập ngày 27 tháng 10 năm 2017. Ghi chú: Trên trang xếp hạng này, chọn 201742 trên trường này ở bên cạnh từ "Zobrazit", và sau đó nhấp qua từ để truy xuất dữ liệu bảng xếp hạng chính xác.
22. ↑  "Danishcharts.dk – P!nk – Beautiful Trauma" (bằng tiếng Anh). Hung Medien.  Truy cập ngày 25 tháng 10 năm 2017.
23. ↑  "Dutchcharts.nl – P!nk – Beautiful Trauma" (bằng tiếng Hà Lan). Hung Medien.  Truy cập ngày 20 tháng 10 năm 2017.
24. ↑  "P!nk: Beautiful Trauma" (bằng tiếng Phần Lan). Musiikkituottajat – IFPI Finland.  Truy cập ngày 22 tháng 10 năm 2017.
25. ↑  "Le Top de la semaine: Pink est numéro un du Top Albums en France". Truy cập ngày 19 tháng 12 năm 2017.
26. ↑  "Offiziellecharts.de – P!nk – Beautiful Trauma" (bằng tiếng Đức). GfK Entertainment Charts.  Truy cập ngày 20 tháng 10 năm 2017.
27. ↑  "Album Top 40 slágerlista – 2017. 42. hét" (bằng tiếng Hungary). MAHASZ.  Truy cập ngày 19 tháng 10 năm 2017.
28. ↑  "Irish Albums Chart: ngày 20 tháng 10 năm 2017". Irish Recorded Music Association. Truy cập ngày 21 tháng 10 năm 2017.
29. ↑  "Album – Classifica settimanale WK 42 (dal 2017-10-13 al 2017-10-19)" (bằng tiếng Ý). Federazione Industria Musicale Italiana. Truy cập ngày 21 tháng 10 năm 2017.
30. ↑  "週間　CDアルバムランキング". Oricon. Bản gốc lưu trữ ngày 26 tháng 10 năm 2017. Truy cập ngày 25 tháng 10 năm 2017.{{Chú thích web}}:  Quản lý CS1: bot: trạng thái URL ban đầu không rõ (liên kết)
31. ↑  "NZ Top 40 Albums Chart". Recorded Music NZ. ngày 23 tháng 10 năm 2017. Bản gốc lưu trữ ngày 24 tháng 10 năm 2017. Truy cập ngày 20 tháng 10 năm 2017.
32. ↑  "VG-lista – Pink". Truy cập ngày 21 tháng 10 năm 2017.
33. ↑  "Oficjalna lista sprzedaży :: OLiS - Official Retail Sales Chart" (bằng tiếng Ba Lan). OLiS. Hiệp hội Công nghiệp Ghi âm Ba Lan.  Truy cập ngày 26 tháng 10 năm 2017.
34. ↑  "Portuguesecharts.com – P!nk – Beautiful Trauma" (bằng tiếng Anh). Hung Medien.  Truy cập ngày 25 tháng 10 năm 2017.
35. ↑  "Official Scottish Albums Chart Top 100" (bằng tiếng Anh). Official Charts Company.  Truy cập ngày 21 tháng 10 năm 2017.
36. ↑  "South Korea Circle International Album Chart" (bằng tiếng Hàn). Circle Chart. Truy cập ngày 21 tháng 10 năm 2015. Trên trang này, chọn "2017.10.08~2017.10.14", sau đó chọn mục "국외", để có được bảng xếp hạng tương ứng.
37. ↑  "Top Albums (13 Oct – 19 Oct 2017)". Productores de Música de España. Bản gốc lưu trữ ngày 25 tháng 10 năm 2017. Truy cập ngày 26 tháng 10 năm 2017.{{Chú thích web}}:  Quản lý CS1: bot: trạng thái URL ban đầu không rõ (liên kết)
38. ↑  "Sverigetopplistan – Sveriges Officiella Topplista". Sverigetopplistan. Truy cập ngày 20 tháng 10 năm 2017. Click on "Veckans albumlista".
39. ↑  "Swisscharts.com – P!nk – Beautiful Trauma" (bằng tiếng Đức). Hung Medien.  Truy cập ngày 25 tháng 10 năm 2017.
40. ↑  "Official Albums Chart Top 100" (bằng tiếng Anh). Official Charts Company.  Truy cập ngày 21 tháng 10 năm 2017.
41. ↑  Caulfield, Keith (ngày 22 tháng 10 năm 2017). "Pink's 'Beautiful Trauma' Bows at No. 1 on Billboard 200 With 2017's Biggest Debut for a Woman". Billboard. Truy cập ngày 22 tháng 10 năm 2017.
42. ↑  "ARIA End of Year Albums 2017". Australian Recording Industry Association. Truy cập ngày 5 tháng 1 năm 2018.
43. ↑  "Ö3 Austria Top 40 – Album-Charts 2017". oe3.orf.at. Bản gốc lưu trữ ngày 21 tháng 6 năm 2018. Truy cập ngày 29 tháng 12 năm 2017.
44. ↑  "Jaaroverzichten Albums 2017". Ultratop. Truy cập ngày 21 tháng 12 năm 2017.
45. ↑  "Rapports Annuels Albums 2017". Ultratop. Truy cập ngày 21 tháng 12 năm 2017.
46. ↑  "Top Canadian Albums – Year-End 2017". Billboard. Truy cập ngày 14 tháng 12 năm 2017.
47. ↑  "Jaaroverzichten – Album 2017". dutchcharts.nl. Hung Medien. Truy cập ngày 23 tháng 12 năm 2017.
48. ↑  "Top 100 Album-Jahrescharts". offiziellecharts.de (bằng tiếng Đức). GfK Entertainment. Truy cập ngày 29 tháng 12 năm 2017.
49. ↑  "Best selling albums of Hungary in 2017". Mahasz. Truy cập ngày 7 tháng 2 năm 2017.
50. ↑  "Top Selling Albums of 2017". Recorded Music NZ. Bản gốc lưu trữ ngày 22 tháng 12 năm 2017. Truy cập ngày 22 tháng 12 năm 2017.
51. ↑  "Schweizer Jahreshitparade Alben 2017 –". hitparade.ch. Hung Medien. Truy cập ngày 31 tháng 12 năm 2017.
52. ↑  White, Jack (ngày 3 tháng 1 năm 2018). "The Top 40 biggest albums of 2017 on the Official Chart". Official Charts Company. Truy cập ngày 3 tháng 1 năm 2018.
53. ↑  "Top Billboard 200 Albums – Year-End 2017". Billboard. Truy cập ngày 12 tháng 12 năm 2017.